# Fänrikshjärtesläktet
Fänrikshjärtesläktet (Dicentra) är ett släkte i familjen vallmoväxter med ungefär 20 arter blommande örter. Ursprungligen kommer släktets från Asien och Nordamerika där de växer i skogar, därför trivs de bäst i halvskugga. Många arter har ett namn som slutar på "hjärta" och anledningen till det är att de rosa blommorna liknar ett hjärta.
Tidigare ingick även löjtnantshjärta i fänrikshjärtesläktet, men den är nu hänförd till släktet löjtnantshjärtesläktet (Lamprocapnos) istället.

## Bildgalleri

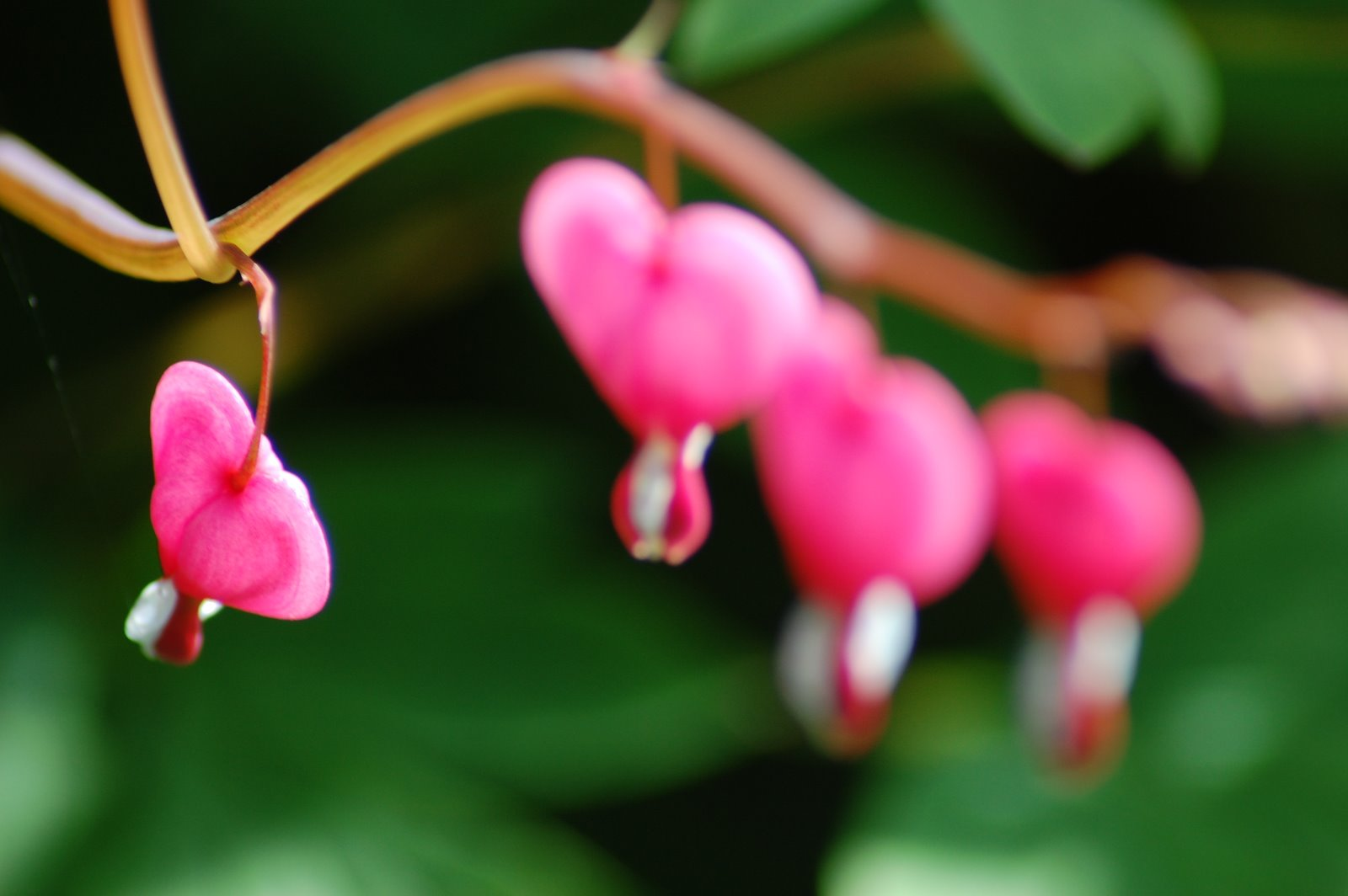
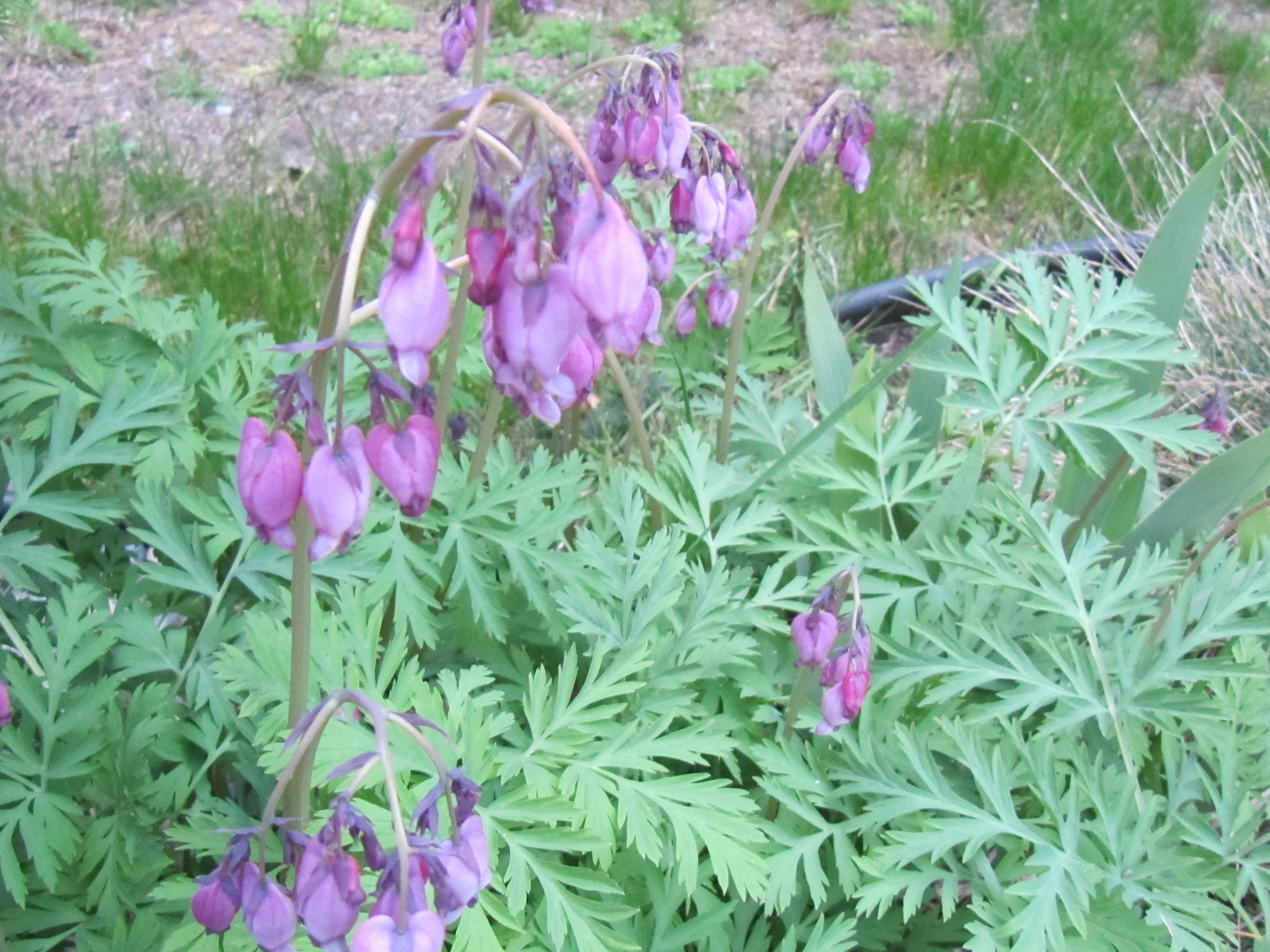
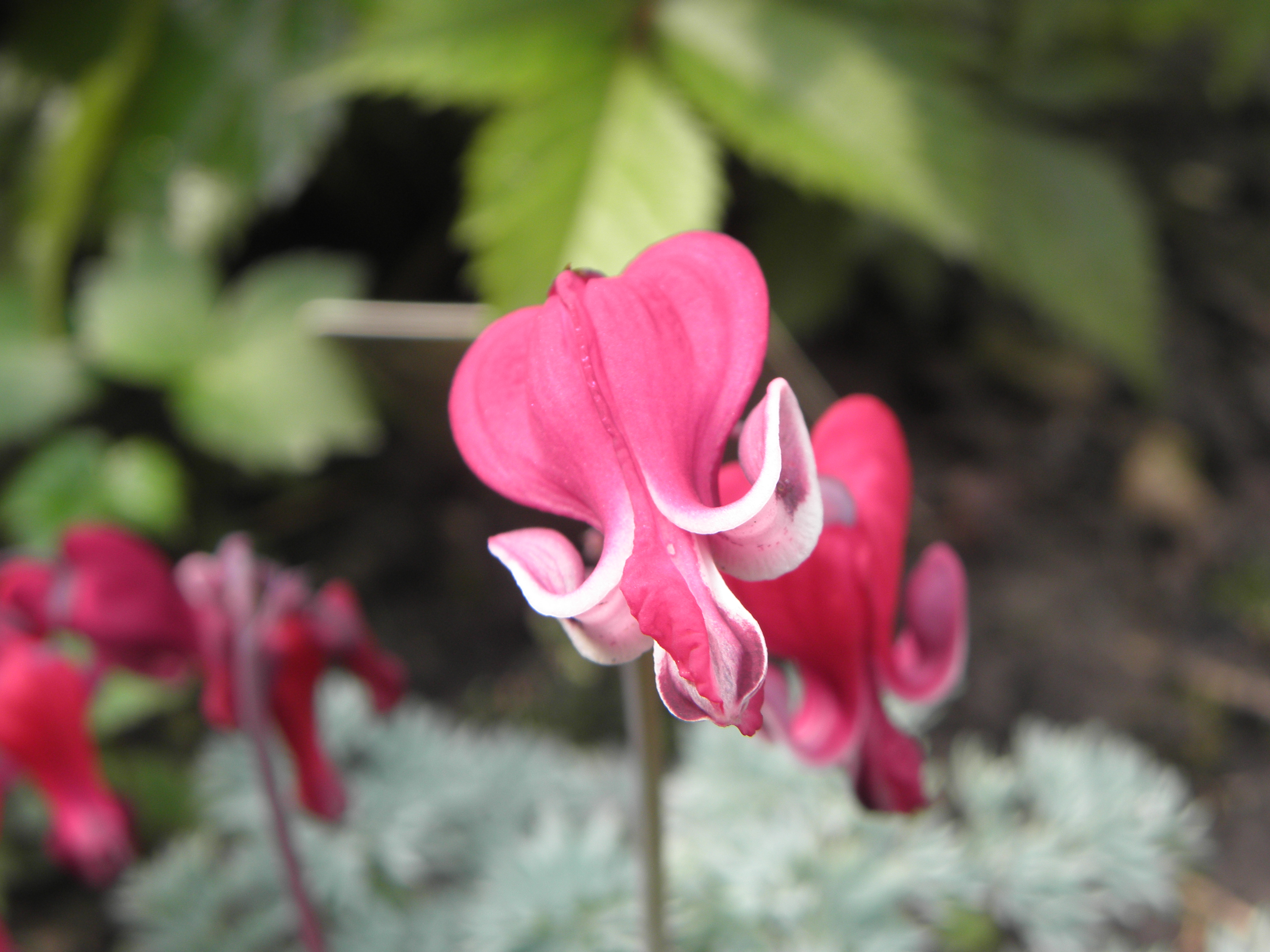
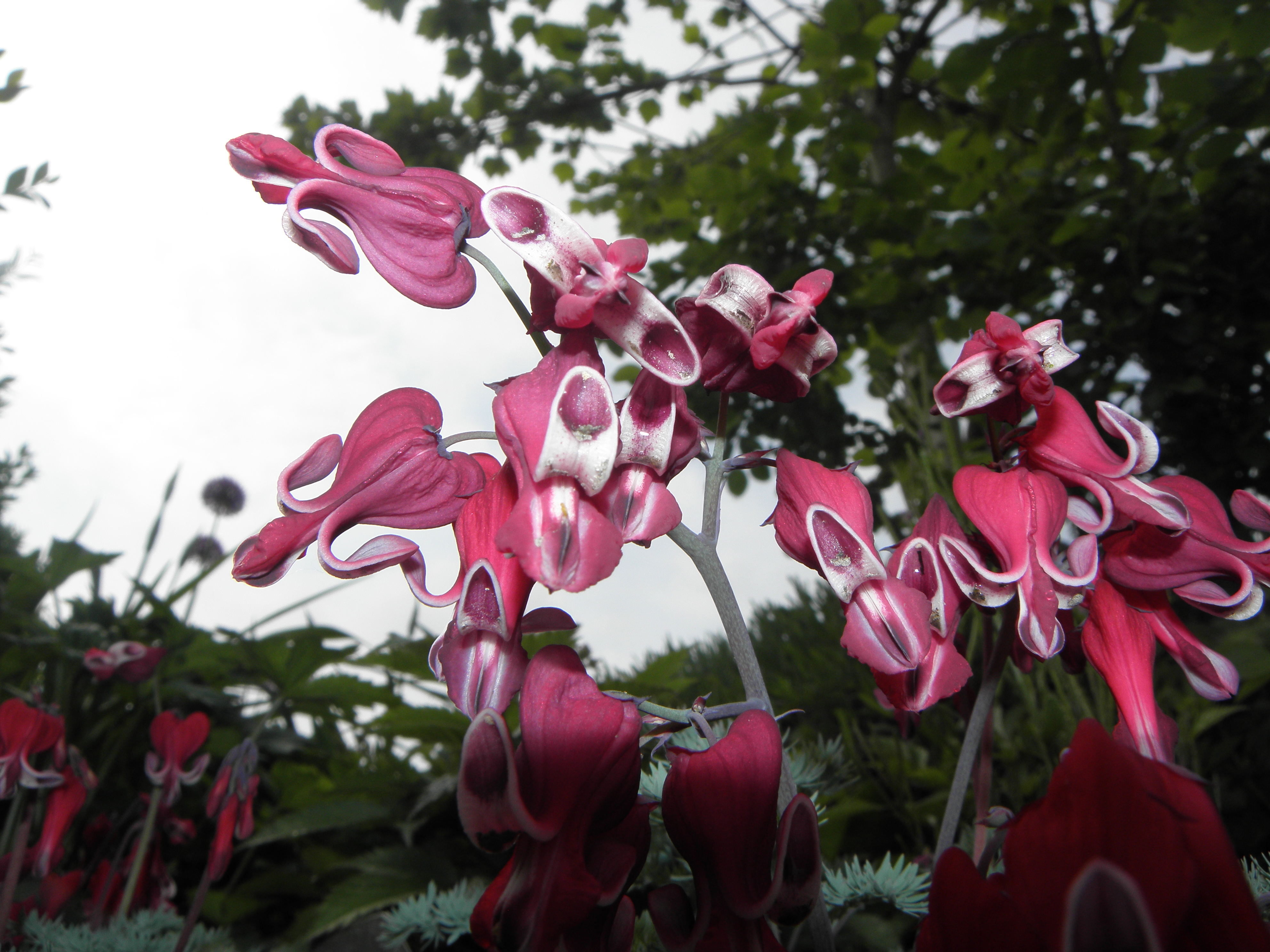
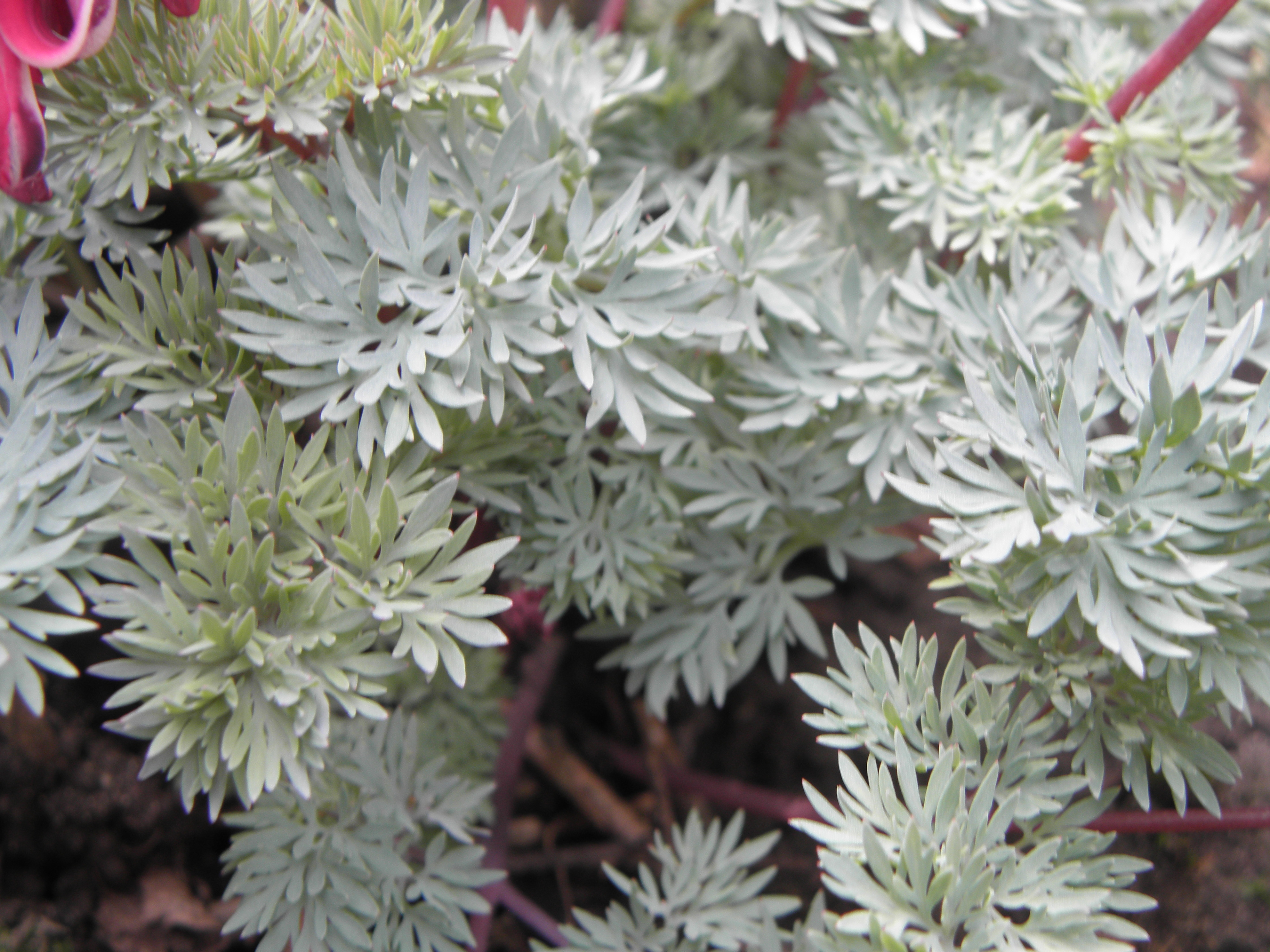
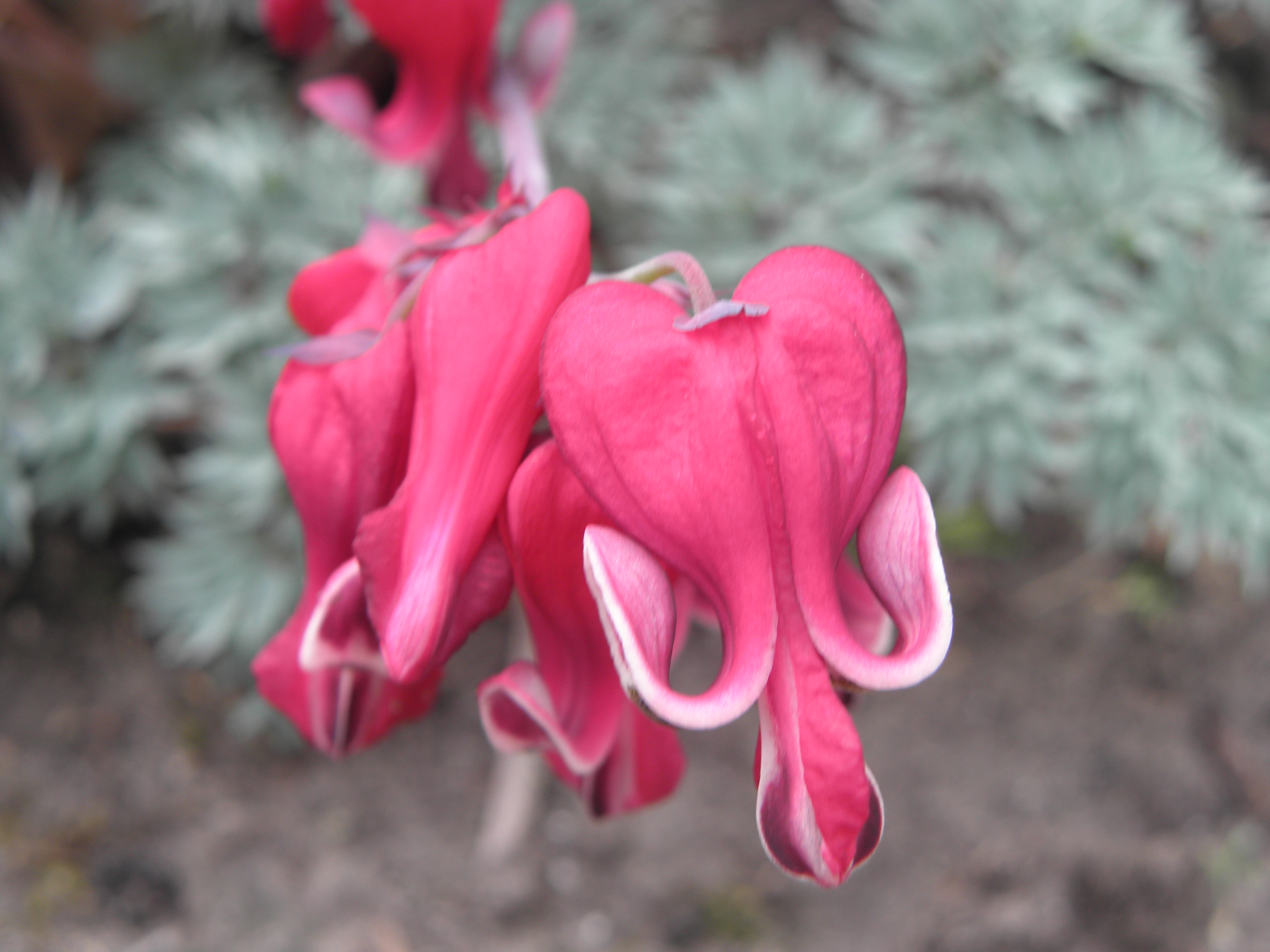

## KladogramenligtCatalogue of Life[1]
| Fänrikshjärtesläktet | \| \| Dicentra canadensis \| \| \| \| \| \| Dicentra cucullaria \| \| \| \| \| \| furirhjärta \| \| \| \| \| \| fänrikshjärta \| \| \| \| \| \| Dicentra nevadensis \| \| \| \| \| \| Dicentra pauciflora \| \| \| \| \| \| Dicentra peregrina \| \| \| \| \| \| Dicentra spectabilis \| \| \| \| \| \| Dicentra uniflora \| \| \| \| |
|                      | \| \| Dicentra canadensis \| \| \| \| \| \| Dicentra cucullaria \| \| \| \| \| \| furirhjärta \| \| \| \| \| \| fänrikshjärta \| \| \| \| \| \| Dicentra nevadensis \| \| \| \| \| \| Dicentra pauciflora \| \| \| \| \| \| Dicentra peregrina \| \| \| \| \| \| Dicentra spectabilis \| \| \| \| \| \| Dicentra uniflora \| \| \| \| |
|                      | Dicentra canadensis |
|                      | |
|                      | Dicentra cucullaria |
|                      | |
|                      | furirhjärta |
|                      | |
|                      | fänrikshjärta |
|                      | |
|                      | Dicentra nevadensis |
|                      | |
|                      | Dicentra pauciflora |
|                      | |
|                      | Dicentra peregrina |
|                      | |
|                      | Dicentra spectabilis |
|                      | |
|                      | Dicentra uniflora |
|                      | |